# Emil zu Dohna-Schlodien
Friedrich Wilhelm Emil comte zu Dohna-Schlodien (né le 2 novembre 1805 à Mallmitz, arrondissement de Sprottau et mort le 18 novembre 1877 à Berlin) est un lieutenant général prussien .

## Biographie

### Origine
Emil est le fils du comte Fabian zu Dohna (1777–1839) et de sa seconde épouse Amalie, née comtesse von Reichenbach-Goschütz (1784–1849). Son demi-frère Fabian (de) (1802–1871) devient administrateur de l'arrondissement de Sagan, son frère Alfred (de) (1809–1859) est un homme politique et député de la Chambre des seigneurs de Prusse. Ses frères Adalbert (1805–1877) et Theobald (de) (1811–1875) deviennent major général.

### Carrière militaire
Dohna est diplômé du lycée berlinois du Monastère franciscain et puis étudie ensuite à la Maison des cadets de Berlin. Le 8 avril 1824, il est affecté comme sous-lieutenant au régiment des Gardes du Corps de l'armée prussienne et est enrôlé à la mi-février 1826. À la fin du mois d'avril 1842, Dohna a atteint le grade de capitaine et de commandant de l'escadron du Corps. Cela est suivi par des missions en tant que chef de la 4e compagnie et du 2e escadron. Promu major le 15 avril 1852, il est affecté comme compagnon militaire du prince Albert de Prusse le 3 février 1855. Le 6 décembre 1855, il est nommé commandant du 10e régiment de hussards (de) et à la mi-octobre 1856, il est promu lieutenant-colonel . Dohna reçoit le commandement le 4 avril 1857 du 2e régiment d'uhlans de la Garde, et est élevé à ce titre au rang de colonel à la fin du mois de mai 1857 et devient le 14 juin 1858 à la suite du régiment commandant de la 1re brigade de cavalerie (de) à Königsberg. Le 14 juin 1861, Dohna reçoit l'ordre de l'Aigle rouge de 2e classe avec feuilles de chêne et promu au grade de major général le 17 mars 1863. À l'approche de la guerre austro-prussienne le 20 mai 1866, il devient commandant de la division combinée de cavalerie de Landwehr du Ier corps d'armée de réserve, qu'il dirige lors de la campagne suivante. Le 17 septembre 1866, Dohna est transféré à l'armée en tant qu'officier, promu lieutenant général le 20 septembre 1866 et finalement retraité le 11 avril 1867. Il décède le 18 novembre 1877 à Berlin.

### Famille
Il se marie avec Marianne comtesse zu Dohna-Schlobitten (1812–1895) le 6 juin 1835. Le couple a plusieurs enfants :
- Amélie Marianne Sophie (1837–1906) a épousé en 1868 le prince Richard zu Dohna-Schlobitten (1843–1916)
- Marie Angelica Friederike (1838–1899) mariée en 1866 avec Georg von der Decken (de) (1836–1898), député du Reichstag
- Stanislas Fabian Wilhelm (1840–1914)
- Achatius Emil (1844–1870), tué à Saint-Privat
- Christophe Alexandre (1851–1916)